# Collector's Edition No. 1
Collector's Edition No. 1 är en EP från 1984 av bandet L.A. Guns. Sångare på albumet är Michael Jagosz som ersatte Axl Rose (senare Guns N' Roses), som i sin tur senare blev ersatt av Phil Lewis.
EP:n släpptes senare som bonus-skiva till L.A. Guns Hollywood Raw.

## Låtlista
1. "Don't Love Me"
2. "When Dreams Don't Follow Through"
3. "It's Not True"
4. "Something Heavy"

## Medverkande
- Michael Jagosz - sång
- Tracii Guns - gitarr
- Ola Beich - bas
- Rob Gardner - trummor